# Missouri Meerschaum
Missouri Meerschaum är den äldsta och största tillverkaren av majspipor. Företaget är beläget i Washington, Missouri i USA. Det har tillverkat majspipor sedan 1869.